# Meet the Hitlers
Meet the Hitlers je dokumentární film z roku 2014 pojednávající o lidech z celého světa s příjmením Hitler. Výkonným producentem filmu je Morgan Spurlock.